# ルーキーズサマーカップ
ルーキーズサマーカップは、埼玉県浦和競馬組合が浦和競馬場ダート1400mで施行する地方競馬（南関東公営競馬）の重賞競走である。正式名称は「NACK5賞 ルーキーズサマーカップ」。格付けはSIII。

## 概要
2022年に準重賞として新設され、2023年より地方競馬の全日本的なダート競走体系の整備の観点から2023年に重賞（SIII）に格上げされた競走である。負担重量は準重賞時は別定であったが、重賞格上げと同時に定量に変更された。
第1回から、優勝馬に鎌倉記念の優先出走権が与えられる鎌倉記念へ向けたステップレースとなっている。

### 条件・賞金等（2025年）
出走資格
サラブレッド系2歳、南関東所属（未出走馬除く）
負担重量
定量。54kg（南半球産3kg減）
賞金額
1着1200万円、2着420万円、3着240万円、4着120万円、5着60万円
優先出走権付与
優勝馬に鎌倉記念の優先出走権が付与される。
副賞
埼玉県浦和競馬組合管理者賞、（一社）埼玉県馬主会会長賞、NACK5賞、生産牧場賞。

## 歴代優勝馬
| 回次  | 施行日        | 優勝馬           | 性齢 | 所属 | タイム | 優勝騎手 | 管理調教師 | 馬主                   |
| ----- | ------------- | ---------------- | ---- | ---- | ------ | -------- | ---------- | ---------------------- |
| 第1回 | 2023年8月30日 | アムクラージュ   | 牡2  | 浦和 | 1:29.0 | 山崎誠士 | 藤原智行   | （株）オリオンファーム |
| 第2回 | 2024年8月21日 | ライトスリー     | 牡2  | 浦和 | 1:28.8 | 笹川翼   | 小久保智   | 山口裕介               |
| 第3回 | 2025年8月20日 | ロードレイジング | 牡2  | 川崎 | 1:27:9 | 笹川翼   | 加藤誠一   | 三浦勝仁               |

出典：南関東4競馬場公式「ルーキーズサマーカップ競走優勝馬」https://www.nankankeiba.com/win_uma/77.do

### 準重賞格付け時
| 施行日        | 優勝馬           | 性齢 | 所属 | タイム | 優勝騎手 | 管理調教師 | 馬主     |
| ------------- | ---------------- | ---- | ---- | ------ | -------- | ---------- | -------- |
| 2022年8月31日 | ポリゴンウェイヴ | 牡2  | 浦和 | 1:30.0 | 左海誠二 | 小久保智   | 山口裕介 |